# Pitești

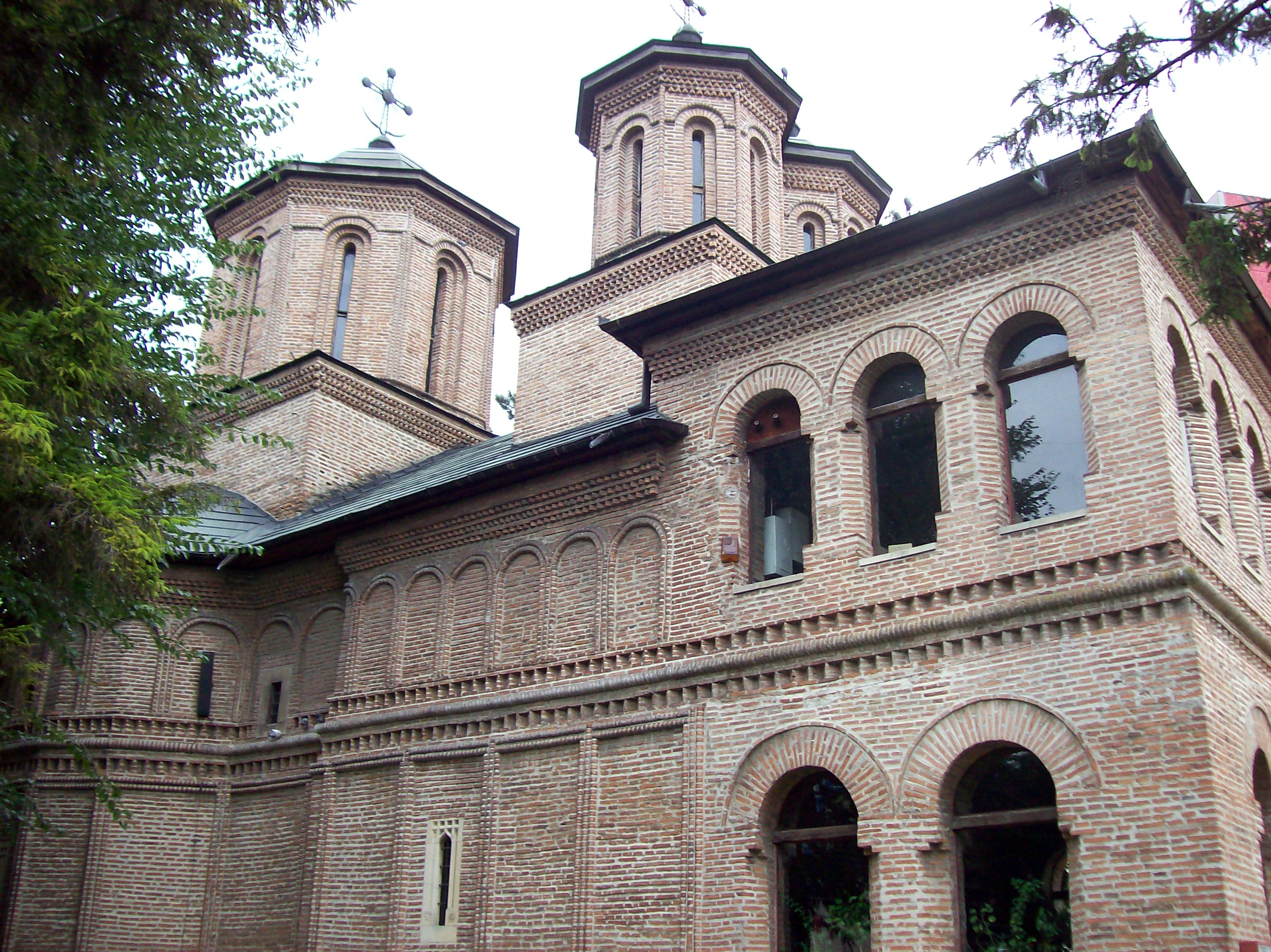
Kerk in het centrum van Pitești

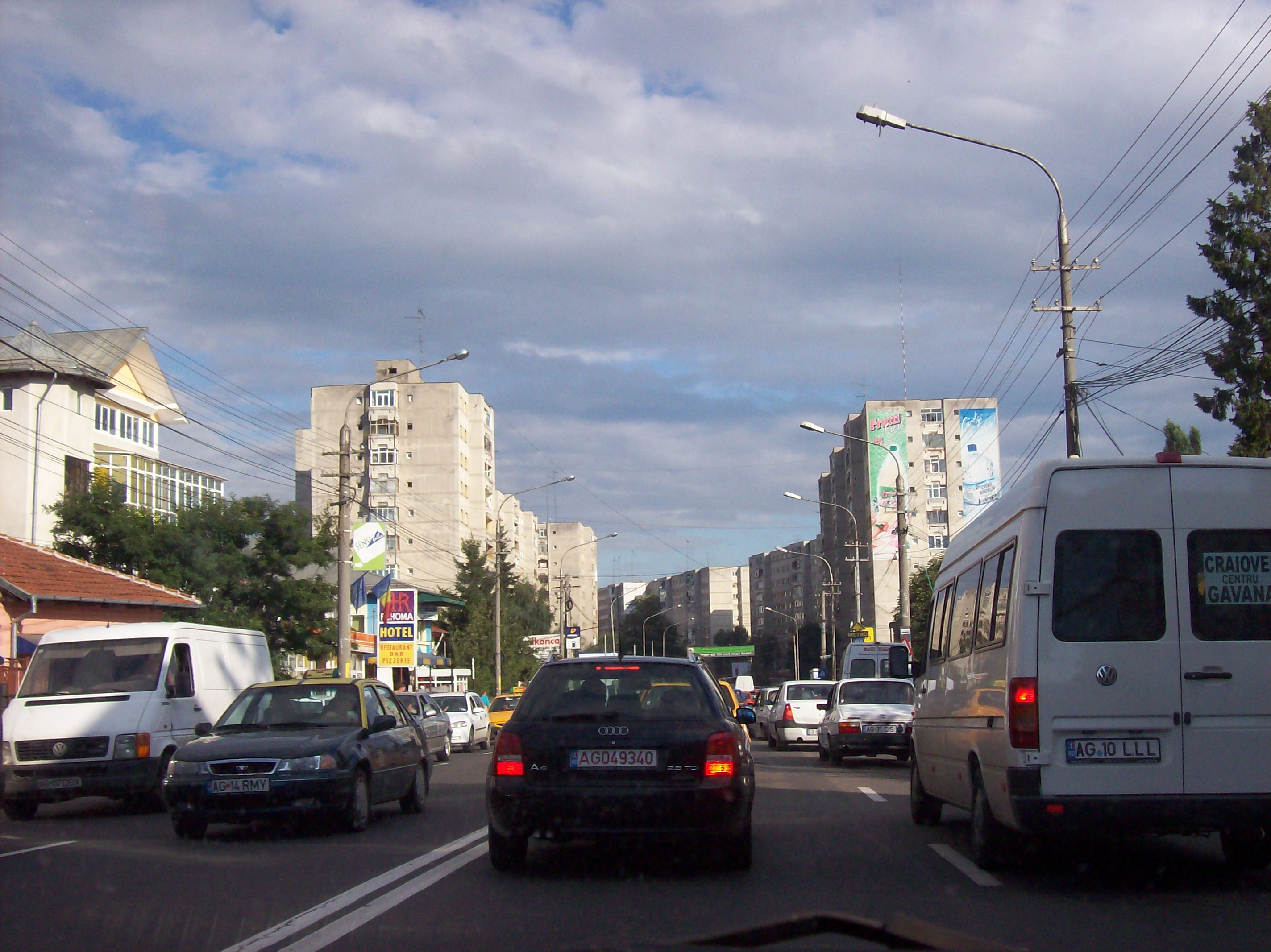
Belangrijke weg in de stad

Pitești is een stad gelegen in het zuiden van Roemenië, in het district Argeș in de historische regio Walachije. De stad had in 2009 166.893 inwoners.
De stad ligt aan de rechteroever van de rivier Argeș, in een regio die ook bekend is voor zijn țuică, de traditionele Roemeense pruimenjenever. Ook zijn er veel wijngaarden.
Door zijn ligging op een kruispunt van handelsroutes is Pitești altijd een commercieel centrum geweest. Ook is het een industrieel centrum, met name doordat de Dacia-autofabriek in de nabijheid gevestigd is (in Mioveni).
Elke lente wordt in Pitești het tulpenfestival Simfonia lalelelor gehouden.

## Geschiedenis
De eerste sporen van menselijke bewoning in de regio rond Pitști dateren uit het Paleolithicum, maar de eerste vermelding van de stad in een geschreven bron is van 20 mei 1386.
Pitești was ook een van de tijdelijke verblijfplaatsen van de heersers van Walachije. In de jaren vijftig van de twintigste eeuw kreeg de stad een slechte naam doordat onder het regime van de communistische secretaris-generaal Gheorghe Gheorghiu-Dej in de plaatselijke gevangenis politieke gevangenen werden opgesloten. In het kader van de "Heropvoeding" werd foltering van en moord op mede-gevangenen aangemoedigd. Dit "Pitești-experiment" duurde van 1949 tot 1951.

## Festivals
Ieder jaar in de lente wordt in Pitești het Simfonia lalelelor (Tulp Festival) gehouden.

## Geboren in Pitești
- Ion Antonescu
- Ion C. Brătianu
- Ilie Bărbulescu
- Armand Călinescu
- Nicolae Dică
- Ruxandra Dragomir
- Adrian Mutu
- Marian Oprea
- Mircea Parligras
- Bogdan Stancu

## Stedenband
Pitești heeft een stedenband met de volgende steden:
- Italië - Caserta
- Servië - Kragujevac
- Verenigde Staten - Springfield
- Zweden - Borlänge